# The Village Казахстан
The Village Казахстан — русскоязычное независимое интернет-СМИ о культурной и общественной жизни и актуальных событиях в Казахстане. Изначально было запущено по франшизе российского издания The Village в 2017 году Айсаной Ашим.

## История

### Давление на редакцию
Издание неоднократно подвергалось давлению со стороны, как официальных властей Казахстана, так и общественности.  
К примеру, 2021 году на The Village Казахстан журналисты рассказали о том, что бабушку и её внука до сих пор терроризирует мать мальчика, осуждённого за изнасилование. По информации издания, предоставленной бабушкой пострадавшего мальчика, они до сих пор живут в ужасных условиях, а власти, допустившие трагедию, так и остались работать на своих местах. Позже редакция сообщила о давлении и требованиях удалить репортаж журналистки и активистки Асем Жапишевой о жизни бабушки и мальчика из села Абай. Министерство информации и общественного развития осудило давление.  
Также, Министерство информации и общественного развития потребовало от издания в 2021 году  удалить новость о появлении слова «Cancel» на мурале с изображением Нурсултана Назарбаева, первого президента Казахстана. В редакции расценили напоминание министерства информации об уголовной ответственности за осквернение изображения Первого Президента (статья 373 УК РК) «вмешательством в профессиональную журналистскую деятельность и проявлением цензуры».  

## Главные редакторы
- Айсана Ашим, 2017 - 2018 год
- Улпан Рамазанова, 2018 - 2020 год
- Кирилл Каргаполов, 2020 - 2021 год
- Малика Муханова, 2022 - 2023 год
- Назгуль Жарбулова, 2023 - н. в.

## Награды
- Награда «Любимцы медиакритиков» в номинации «Медиа, которое придерживается принципов журналистской этики»[7].
- MediaCamp Award 2022 в номинации «Тема года. Новое время» за статью Кирилла Каргаполова «„Куртка пропиталась кровью“: как алматинец вывозил погибших и раненых c площади»[8].